# Benjamin Thomas
Benjamin Thomas (Lavaur, 12 september 1995) is een Frans baan- en wegwielrenner die sinds 2022 rijdt voor Cofidis.

## Carrière
Thomas staat te boek als een groot talent. Zo werd hij midden 2013 wereldkampioen puntenkoers bij de junioren. Een jaar later won hij deze discipline tijdens het Europees kampioenschap, ditmaal bij de elites. Hij won er met zeven punten voorsprong op de Italiaan Liam Bertazzo, en Henning Bommel uit Duitsland werd op 11 punten derde. Een jaar later wilde hij te Grenchen zijn titel verlengen, maar hij moest nipt de duimen leggen en werd tweede. De zege was voor de verrassende Pool Wojciech Pszczolarski.
In 2019 werd Thomas Frans kampioen tijdrijden op de weg. Hij was ruim een minuut sneller dan Stéphane Rossetto. In 2021 behaalde hij deze titel weer.
Op de weg behaalde hij zijn eerste UCI World Tour-zege in de Ronde van Italië in 2024. Als onderdeel van een groepje van vluchters van vier renners sprintte hij in Lucca naar de etappezege in de 5e etappe. Achter de Fransman werd Michael Valgren tweede. In hetzelfde jaar won hij goud op de Olympische Spelen op het onderdeel omnium.

## Baanwielrennen

### Palmares

#### Zesdaagsen
| Nr. | Jaar | Zesdaagse van | Samen met             |
| --- | ---- | ------------- | --------------------- |
| 1   | 2017 | Fiorenzuola   | Morgan Kneisky        |
| 2   | 2021 | Fiorenzuola   | Donavan Grondin       |
| 3   | 2024 | Gent          | Fabio Van Den Bossche |

#### Baanwielrennen
| Jaar     | FK                                                     | EK                                          | WK                                 | OS         | WB | Overig |
| Junioren | Junioren                                               | Junioren                                    | Junioren                           | Junioren   | Junioren | Junioren |
| -------- | ------------------------------------------------------ | ------------------------------------------- | ---------------------------------- | ---------- | --- | --- |
| 2013     |                                                        |                                             | puntenkoers                        |            | | |
| Beloften |                                                        |                                             |                                    |            | | |
| 2014     |                                                        | scratch                                     |                                    |            | | |
| 2015     |                                                        | ploegkoers                                  |                                    |            | | |
| 2016     |                                                        | ploegenachtervolging · ploegkoers           |                                    |            | | |
| Elite    |                                                        |                                             |                                    |            | | |
| 2014     | scratch                                                | puntenkoers                                 |                                    |            | | |
| 2015     | ploegkoers · puntenkoers                               | puntenkoers                                 |                                    |            | Cambridge: · ploegkoers | Fenioux: omnium en puntenkoers IBO Gent: puntenkoers Andia: omnium                                                                                       |
| 2016     | omnium · puntenkoers · scratch                         | ploegenachtervolging · ploegkoers · omnium  | ploegkoers                         |            | Hong Kong: · puntenkoers · scratch · Glasgow: · ploegenachtervolging · puntenkoers · Apeldoorn: · omnium · ploegenachtervolging       | Coupe de France Fenioux: ploegkoers en puntenkoers Troféu CAR Anadia: achtervolging en ploegkoers                                                        |
| 2017     | omnium · puntenkoers · ploegkoers                      | ploegenachtervolging · ploegkoers · omnium  | omnium · ploegkoers                |            | Pruszkow: · ploegkoers · Manchester: · omnium · ploegkoers · ploegenachtervolging                                                     | Coupe de France Fenioux: ploegkoers, puntenkoers en scratch                                                                                              |
| 2018     |                                                        |                                             |                                    |            | Saint-Quentin-en-Yvelines: · omnium · Milton: · omnium                                                                                | Coupe de France Fenioux: ploegkoers 6 Giorni di Torino internazionale: omnium Aigle: omnium                                                              |
| 2019     |                                                        | omnium                                      | omnium                             |            | Hong Kong: · omnium · ploegkoers · Minsk: · ploegkoers · ploegenachtervolging · Glasgow: · omnium · ploegkoers · ploegenachtervolging | 6 Giorni delle Rose Fiorenzuola: ploegkoers en puntenkoers Coupe de France Fenioux: omnium, ploegkoers en scratch 3daagse Aigle Aigle: omnium en scratch |
| 2020     |                                                        |                                             | omnium                             |            | Milton: · ploegenachtervolging · ploegkoers                                                                                           | Fiorenzuola International: omnium, puntenkoers en scratch                                                                                                |
| 2021     |                                                        | puntenkoers                                 | puntenkoers · ploegenachtervolging | ploegkoers | | IBO Gent: omnium en ploegkoers Aigle: achtervolging, omnium, puntenkoers en scratch Fiorenzuola International: afvalling en omnium                       |
| 2022     |                                                        | puntenkoers · ploegenachtervolging          | koppelkoers · omnium               |            | | Aigle: scratch en koppelkoers |
| 2023     | achtervolging · puntenkoers · afvalkoers · koppelkoers | omnium · koppelkoers · ploegenachtervolging | omnium                             |            | | |
| 2024     | achtervolging · omnium                                 |                                             |                                    | omnium     | | |
| 2025     | koppelkoers · omnium · puntenkoers                     |                                             |                                    |            | | |

## Wegwielrennen

### Overwinningen
2017
1e etappe Ronde van Wallonië
Jongerenklassement Ronde van Wallonië
2019
 Frans kampioen tijdrijden, elite
2021
 Frans kampioen tijdrijden, elite
2022
3e etappe Ster van Bessèges
Eindklassement Ster van Bessèges
2e etappe Boucles de la Mayenne
Eindklassement Boucles de la Mayenne
2023
3e etappe Vierdaagse van Duinkerke (tijdrit)
 Europees kampioen gemengde ploegenestafette, elite
2024
5e etappe Ronde van Italië

### Resultaten in voornaamste wedstrijden
| Jaar | Ronde van Italië | Ronde van Frankrijk | Ronde van Spanje |
| ---- | ---------------- | ------------------- | ---------------- |
| 2017 |                  |                     |                  |
| 2018 |                  |                     | 121e             |
| 2019 |                  |                     | opgave           |
| 2020 | opgave           |                     |                  |
| 2021 |                  |                     |                  |
| 2022 |                  | 54e                 |                  |
| 2023 |                  |                     |                  |
| 2024 | opgave (1)       |                     |                  |
| 2025 |                  | 154e                |                  |

| Jaar | Milaan-San Remo | Amstel Gold Race | Ronde van Lombardije | Parijs-Tours |
| ---- | --------------- | ---------------- | -------------------- | ------------ |
| 2017 |                 |                  |                      | 77e          |
| 2018 |                 |                  |                      |              |
| 2019 |                 |                  |                      |              |
| 2020 |                 |                  | buit.tijd            |              |
| 2021 |                 |                  |                      |              |
| 2022 |                 | 49e              |                      |              |
| 2023 | 55e             |                  |                      |              |
| 2024 | opgave          |                  | opgave               |              |
| 2025 |                 |                  |                      |              |

## Ploegen
- 2015 –  Équipe Cycliste de l'Armée de Terre
- 2016 –  Armée de Terre
- 2017 –  Armée de Terre
- 2018 –  Groupama-FDJ
- 2019 –  Groupama-FDJ
- 2020 –  Groupama-FDJ
- 2021 –  Groupama-FDJ
- 2022 –  Cofidis
- 2023 –  Cofidis
- 2024 –  Cofidis
- 2025 –  Cofidis

2012: Lasse Norman Hansen ·
2016: Elia Viviani  ·
2020: Matthew Walls ·
2024: Benjamin Thomas
Alaphilippe · Armirail · Barbas · Bodiot · Canal · Duval · Ferasse · Guyot · Le Roux · Lebreton · Levasseur · Mainard · Penven · Poulhiès · Raibaud · Rostollan · Sinner · Thomas · Yssaad
Alaphilippe · Campistrous · Canal · Duculty · Ferasse · Gaudin · Guyot · Kneisky · Le Roux · Lebreton · Levasseur · Loubet · Mainard · Poulhiès · Raibaud · Rostollan · Sireau · Thomas · Tronet · Yssaad
Armirail · Bonnet · Cimolai · Delage · Démare · Duchesne · Gaudu · Guarnieri · Hoelgaard · Konovalovas · Ladagnous · Le Gac · Ludvigsson · Madouas · Molard · Morabito · Pinot · Preidler · Reichenbach · Roux · Roy · Sarreau · Seigle · Sinkeldam · Thomas · Vaugrenard · Vichot · Vincent
Armirail · Bonnet · Delage · Démare · Duchesne · Frankiny · Gaudu · Geniets · Guarnieri · Hoelgaard · Konovalovas · Küng · Ladagnous · Le Gac · Ludvigsson · Madouas · Molard · Morabito · Pinot · Preidler · Reichenbach · Roux · Sarreau · Scotson · Seigle · Sinkeldam · Thomas · Vaugrenard · Vincent · Brunel (stagiair) · Jerman (stagiair) · Louvel (stagiair)
Armirail · Bonnet · Brunel · Delage · Démare · Duchesne · Frankiny · Gaudu · Geniets · Guarnieri · Gugliemi · Konovalovas · Küng   · Ladagnous · Le Gac · Lienhard · Ludvigsson · Madouas · Molard · Pinot · Reichenbach · Roux · Sarreau · Scotson · Seigle · Sinkeldam · Thomas · Vincent · Davy (stagiair) · Stewart (stagiair)
Armirail · Badilatti · van den Berg · Bonnet · Brunel · Davy · Delage · Démare · Duchesne · Gaudu · Geniets · Guarnieri · Gugliemi · Konovalovas · Küng     · Ladagnous · Le Gac · Lienhard · Ludvigsson · Madouas · Molard · Pinot · Reichenbach · Roux · Scotson · Seigle · Sinkeldam · Stewart · Thomas · Valter
Allegaert · Armée · Bidard · Bohli · Carvalho · Champion · Cimolai · Consonni · Coquard · Delettre · Fernández · Finé · Geschke · Jesús Herrada · José Herrada · Izagirre · Kreder · Lafay · Martin · Perez · Périchon · Renard · Rochas · Sajnok · Thomas · Toumire · Vanbilsen · Villella · Wallays · Walscheid · Zingle · Kolze Changizi (stagiair) · Lecamus-Lambert (stagiair) · Wood (stagiair)
Allegaert · Bidard · Carvalho · Champion · Cimolai · Consonni · Coquard · Delettre · Fernández · Finé · Geschke · Jesús Herrada · José Herrada · Izagirre · Kreder · Lafay · Lastra · Mariault · Martin · Noppe · Perez · Périchon · Renard · Rochas · Thomas · Toumire · Wallays · Walscheid · Wood · Zingle · Gudnitz (stagiair) · Knight (stagiair) · Larmet (stagiair)
Allegaert · Aniołkowski · Champion · Coquard · De Gendt · Debeaumarché · Elissonde · Fernández · Finé · Fretin · Geschke · Gougeard · Hermans · Herrada · G. Izagirre · J. Izagirre · Knight · Lastra · Mahoudo · Mariault · Martin · Noppe · Oldani · Perez · Renard · Robeet · Thomas · Toumire · Wood · Zingle · Coppens (stagiair) · Gruszczynski (stagiair) · Larmet (stagiair)
Allegaert · Aniołkowski · Aranburu · Buchmann · Carr · Coquard · De Gendt · Debeaumarché · Ferron · Finé · Fretin · Herrada · Izagirre · Izquierdo · Knight · Lastra · Maas · Mahoudo · Maisonobe · Moniquet · Oldani · Ourselin · Perez · Renard · Robeet · Samitier · Teuns · Thomas · Toumire · Touzé